# Sabah al-Ahmad al-Dżabir as-Sabah
Sabah IV al-Ahmad al-Dżabir as-Sabah (arab. ‏صباح الأحمد الجابر الصباح‎; ur. 16 czerwca 1929 w Kuwejcie, zm. 29 września 2020 w Rochester) – emir Kuwejtu od 29 stycznia 2006 do 29 września 2020.

## Zarys biografii
Był synem emira Abd Allaha III, panującego w Kuwejcie w latach 1921–1950, przyrodnim bratem emira Dżabira. Po ukończeniu szkoły al-Mubarakijja uzupełniał wykształcenie pod kierunkiem prywatnych nauczycieli. Pełnił następnie szereg funkcji rządowych, m.in. przez 40 lat (1963–2003) był ministrem spraw zagranicznych. Był również ministrem informacji, wicepremierem (1978–1992), pierwszym wicepremierem (1992–2003), członkiem Najwyższej Rady Planowania. W 1990 roku na krótko odsunięty od władzy na skutek irackiej agresji. W 2003 został powołany na stanowisko premiera, zajmując miejsce następcy tronu szejka Sada.
Śmierć emira Dżabira w styczniu 2006 wywołała kryzys władzy. Tron objął szejk Sad, jednak ze względu na zły stan zdrowia zgodził się abdykować po konsultacjach wewnątrz rodziny panującej; jednocześnie na objęcie przez niego władzy nie zgodził się kuwejcki parlament. W tej sytuacji 24 stycznia 2006 na emira desygnowany został szejk Sabah, który otrzymał akceptację Zgromadzenia Narodowego pięć dni później.

## Odznaczenia
- Wielki Order Króla Tomisława (Chorwacja, 2017)[3]
- Order Księcia Jarosława Mądrego I klasy (Ukraina, 2018)[4]
- Główny Komandor Legii Zasługi (Stany Zjednoczone, 2020)[5]